# Хайрулліна Мусаллія Хайруллівна
Муссалія Хайруллівна (Галеївна) Хайрулліна (башк. Мөссәлиә Хәйрулла (Ғәле) ҡыҙы Хәйруллина; 1915—2008) — башкирський мовознавець, доктор педагогічних наук (1971), професор (1972), відмінник народної освіти РРФСР (1949), перша жінка доктор наук в Республіці Башкортостан.

## Біографія
Хайрулліна Мусаллія Хайруллівна народилася 15 грудня 1915 року в селі Старо-Імянкупер Бірського повіту Уфимської губернії (нині с. Бакали Бураєвського району Республіки Башкортостан). У 1935 році закінчила Бирський педагогічний технікум.
В 1941 році закінчила Казанський педагогічний інститут.
У роки Великої Вітчизняної Війни 1941—1945 років викладала в школах Татарської АРСР і Бураєвського району Башкирської АРСР.
З 1945 по 1950 рік працювала заступником директора, а потім директором башкирської середньої школи № 9 м. Уфи.
У 1950—1993 рр. працює в Башкирському державному університеті:
- У 1951 році поступила в аспірантуру при НДІ національних шкіл АПН РРФСР, захистила дисертацію[2].
- у 1957 році присвоєно звання доцента;
- 16.04.1971 року захищає докторську дисертацію на Раді НДІ загальної і політехнічної освіти АПН СРСР;
- 19.07.1972 року їй присвоюється звання професора по кафедрі «Мовознавство і російська мова»;
- з 1972 року завідує кафедрою російської мови, на основі якої в 1977 році створені дві кафедри: кафедра російського та порівняльного мовознавства та кафедра російської мови та методики її викладання, якою до вересня 1990 року продовжувала завідувати;
- 1992—1993 роки — завідувач кафедри російської мови та літератури факультету башкирської мови та журналістики;
- 1970—1990 — голова міжвузівської науково-методичної ради.

У 1970—1980 рр. одночасно була головою Республіканської ради жінок Башкирської АРСР.
2001 рік — член спеціалізованої вченої ради д. 064.13.06 по захисту дисертації на здобуття наукового ступеня доктора.
Обиралася депутатом Кіровської районної ради депутатів трудящих, була членом редколегії журналу «Башкортостан кызы», керівником секції російської мови Башкирського відділення педагогічного товариства РРФСР, головою Міжвузівської науково-методичної Ради, членом УМСА Мінпроса БАРСР, членом товариства «Знання».

## Наукова діяльність
Наукові дослідження Мусаллії Хайрулліної присвячені методиці викладання російської мови як в російській, так і в національній школі, у зіставному мовознавстві (російської та башкирського мов), спеціальні курси по словотвору, фразеології російської мови, з ономастики. Є автором близько 70 монографій, підручників і навчальних посібників, методичних посібників, 18 навчально-методичних видань, понад 170 науково-теоретичних статей, які відомі великому колу фахівців. Більше 100 разів виступала з доповідями на міжнародних, всесоюзних, всеросійських конгресах, симпозіумах, республіканських наукових конференціях і семінарах.
В 1969 році створений та виданий у Москві «Підручник російської мови для IX—X класів національної школи» (під редакцією С. Г. Бархударова та К. А. Гадельшина). Цей підручник витримав 17 видань і користувався великим авторитетом серед вчителів-словесників всієї країни. Такі підручники з російської мови Хайрулліної М. Х., як «Російська мова. Підручник для V—VI класів башкирської школи» (співавтори Р. В. Альмухаметов, Л. Р. Саяхова та ін), «Російська мова. Підручник для IV класу башкирської школи» (співавтори Л. Р. Саяхова та ін), стали фундаментальною основою для успішного навчання російської мови в національній школі.
Наукові праці
- Методика вивчення словотвору російських іменників в башкирської школі. М., 1962.
- Нариси з історії викладання російської мови в національній школі. Уфа, 1966.
- Рідна мова як основа навчання російській мові. Уфа, 1981.

## Нагороди
- Заслужений вчитель школи Башкирської АРСР (1974),
- заслужений діяч науки Башкирської АРСР (1977),
- заслужений діяч науки РРФСР (1987),
- медаль «За доблесну працю у Великій Вітчизняній війні 1941—1945 рр.»,
- медаль «За трудову відзнаку» та інші медалі та значки,
- численні почесні грамоти.